# Peribatodes syritaurica
Peribatodes syritaurica är en fjärilsart som beskrevs av Eugen Wehrli 1931. Peribatodes syritaurica ingår i släktet Peribatodes och familjen mätare. Inga underarter finns listade i Catalogue of Life.